# Дедал (лунный кратер)
Кратер Дедал (лат. Daedalus) — заметный сравнительно молодой кратер, расположенный около центра обратной стороны Луны. Название присвоено в честь персонажа древнегреческой мифологии Дедала и утверждено Международным астрономическим союзом в 1970 г. Образование кратера относится к раннеимбрийскому периоду.

## Описание кратера

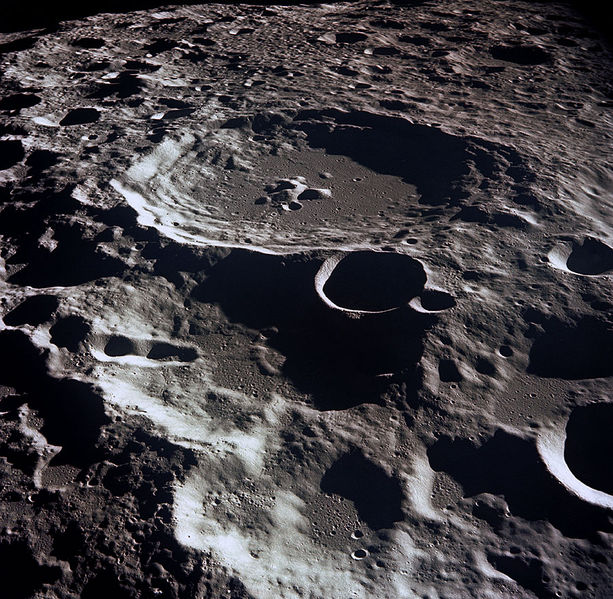
Кратер Дедал. Фото Снимок с борта Аполлон-11.

Заметные соседние кратеры — Икар к востоку и Рака к югу. К северо-северо-востоку находится кратер Липский, чей диаметр меньше, чем у Дедала. Селенографические координаты центра кратера 5°50′ ю. ш. 179°24′ з. д. / 5,83° ю. ш. 179,4° з. д., диаметр 93,6 км, глубина 2,8 км.
Кратер умеренно разрушен. Вал кратера с острой кромкой, на северо-северо-востоке к нему примыкает приметный сателлитный кратер Дедал B (см. ниже). Внутренний склон вала с хорошо сохранившейся и четко выраженной террасовидной структурой. высота вала над окружающей местностью достигает 1440 м, объем кратера составляет приблизительно 8400 куб.км. Дно чаши кратера приподнято, ровное. Имеется несколько смещенная к востоку от центра чаши группа центральных пиков, состоящая из 2-3 хорошо различимых холмов. Состав центральных пиков - анортозит.
Из-за местоположения кратера (огражденного от радиопомех с Земли) он был предложен как место для будущего гигантского радиотелескопа, который будет расположен непосредственно в кратере, как радиотелескоп Аресибо, но значительно больше последнего. Кратер изображен на известных фотографиях, полученных астронавтами Аполлона-11. В источниках того времени его называли «Кратером 308» (это было временным обозначением МАС, которое предшествовало установлению номенклатуры для обратной стороны Луны).

## Сателлитные кратеры
| Дедал | Координаты                                            | Диаметр, км |
| ----- | ----------------------------------------------------- | ----------- |
| B     | 4°08′ ю. ш. 179°52′ з. д. / 4,13° ю. ш. 179,87° з. д. | 22,3        |
| C     | 4°09′ ю. ш. 178°55′ з. д. / 4,15° ю. ш. 178,91° з. д. | 58,4        |
| G     | 6°34′ ю. ш. 177°26′ з. д. / 6,57° ю. ш. 177,43° з. д. | 34,2        |
| K     | 8°13′ ю. ш. 178°35′ з. д. / 8,22° ю. ш. 178,59° з. д. | 25,3        |
| M     | 8°02′ ю. ш. 179°29′ з. д. / 8,03° ю. ш. 179,49° з. д. | 13,9        |
| R     | 7°39′ ю. ш. 175°14′ з. д. / 7,65° ю. ш. 175,24° з. д. | 37,6        |
| S     | 6°41′ ю. ш. 172°52′ з. д. / 6,69° ю. ш. 172,87° з. д. | 22,4        |
| U     | 4°10′ ю. ш. 174°52′ з. д. / 4,16° ю. ш. 174,87° з. д. | 28,8        |
| W     | 3°20′ ю. ш. 177°28′ з. д. / 3,34° ю. ш. 177,46° з. д. | 66,7        |

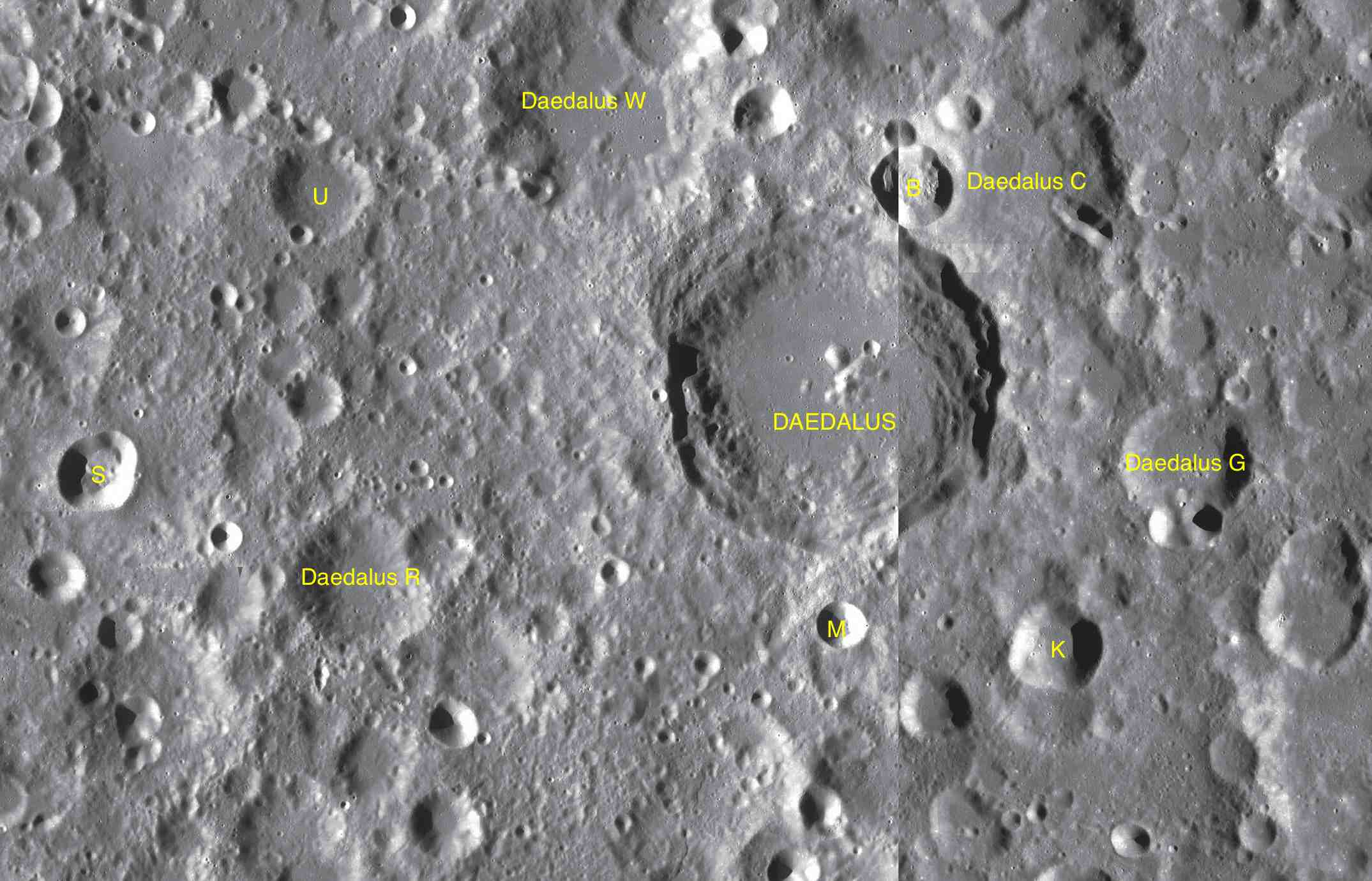
Фрагмент карты LAC-86.

- Образование сателлитных кратеров Дедал С, R, U и W относится к донектарскому периоду[1].
- Образование сателлитного кратера Дедал S относится к позднеимбрийскому периоду[1].

## См.также
- Список кратеров на Луне
- Лунный кратер
- Морфологический каталог кратеров Луны
- Планетная номенклатура
- Селенография
- Минералогия Луны
- Геология Луны
- Поздняя тяжёлая бомбардировка